# Lamprocryptidea liberatoria
Lamprocryptidea liberatoria är en stekelart som först beskrevs av Fabricius 1804.  Lamprocryptidea liberatoria ingår i släktet Lamprocryptidea och familjen brokparasitsteklar. Inga underarter finns listade i Catalogue of Life.